# Tratado McLane-Ocampo

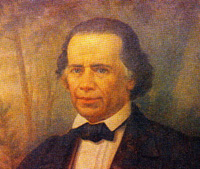
Melchor Ocampo, político liberal mexicano que representó a su país en la firma del tratado.

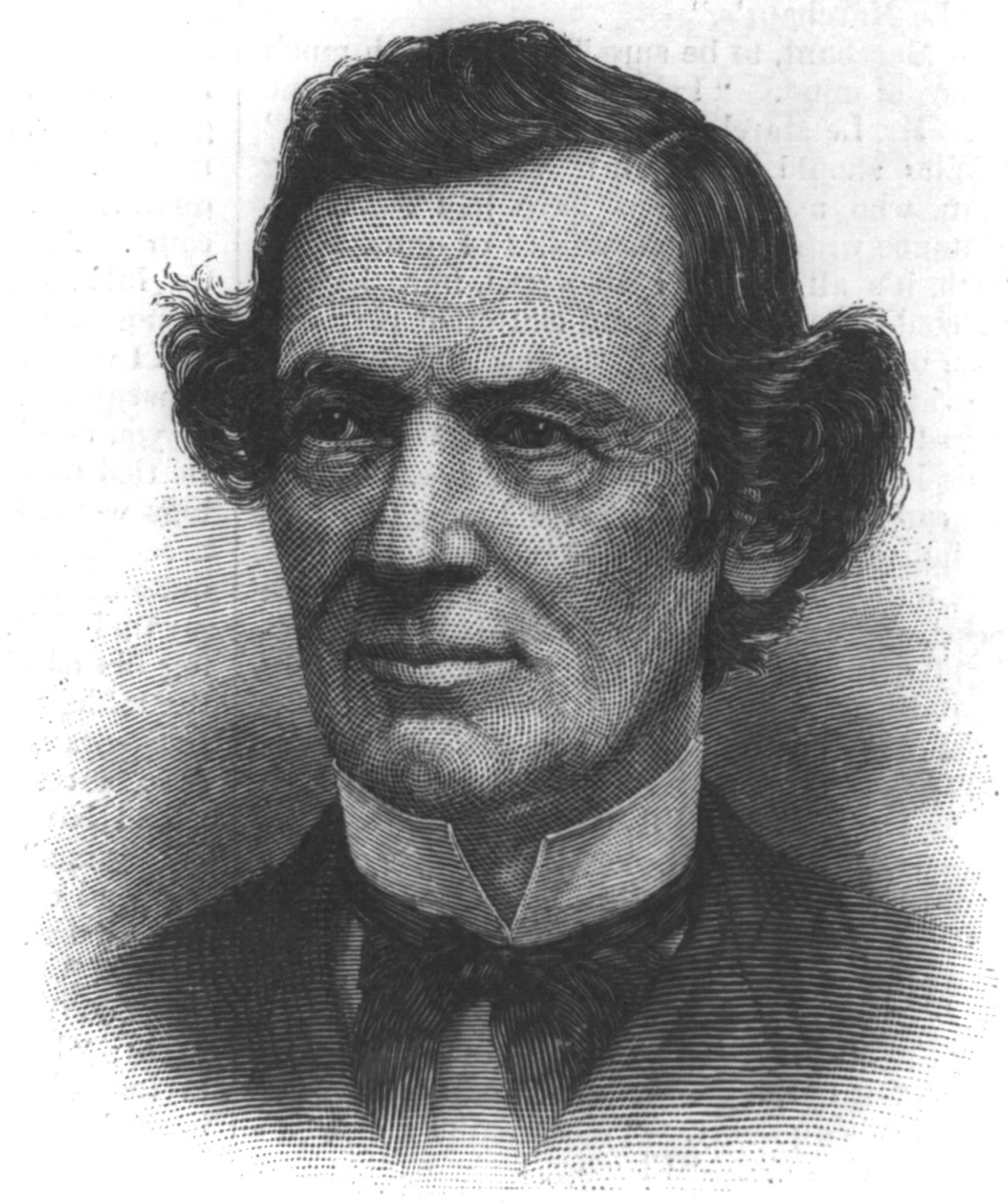
Robert Milligan McLane, embajador de Estados Unidos ante México, representante de su país en la firma del tratado.

El Tratado McLane-Ocampo, formalmente Tratado de Tránsito y Comercio, fue un acuerdo entre los Estados Unidos y el gobierno liberal de México, encabezado por Benito Juárez, firmado en el puerto de Veracruz en México, el 14 de diciembre de 1859. El tratado concedió a Estados Unidos y a sus ciudadanos derechos perpetuos de tránsito, militares y otros derechos extraterritoriales en suelo mexicano y fue controvertido tanto en México como en Estados Unidos. Para México, fue visto como una traición al país al ceder la soberanía a Estados Unidos, que ya había derrotado a México y anexado vastas extensiones de su territorio en la guerra entre México y Estados Unidos una década antes, pero prometía al gobierno liberal, que se encontraba en apuros económicos, los medios para continuar la guerra contra los conservadores.
Concretamente el tratado habría cedido a perpetuidad el derecho de tránsito por el istmo de Tehuantepec a los Estados Unidos, por un pago de cuatro millones de dólares, desde el puerto de Tehuantepec en el sur, hasta Coatzacoalcos en el golfo de México, y con la responsabilidad de México de emplear fuerzas militares para la seguridad de las personas que transitasen (artículo V); ceder a perpetuidad el derecho de tránsito a favor del vecino país del norte, desde la ciudad de Guaymas hasta el Rancho de Nogales u otro punto conveniente de la frontera entre la República de México y los Estados Unidos (artículo VI); ceder a perpetuidad el derecho de tránsito a la unión americana, desde cualquier punto entre Camargo y Matamoros, u otro punto conveniente de la frontera de Tamaulipas, vía Monterrey, hasta Mazatlán (artículo VII). 
Los periódicos de Europa y Estados Unidos expresaron su asombro ante la magnitud de las concesiones que se habían hecho y opinaron que el tratado convertiría a México en un protectorado de los Estados Unidos. Finalmente, el Senado de los Estados Unidos rechazó la ratificación del tratado en 1860. Si se hubiera ratificado, habría otorgado un control importante sobre el territorio mexicano que se consideraba un punto de tránsito crucial desde el Caribe hasta el Océano Pacífico.

## Protocolos
El 22 de febrero de 1859 William M. Churchwell recomendó de forma confidencial a James Buchanan que en el tratado se incluyera una cláusula para lograr la cesión de Baja California a los Estados Unidos; sin embargo, el gobierno de Juárez rechazó rotundamente la propuesta y en la versión final del tratado firmado por McLane-Ocampo no se vendía absolutamente ninguna porción de territorio.

## Relevancia
La firma del Tratado era de particular importancia para el gobierno constitucionalista, porque representaba el reconocimiento de los Estados Unidos de América al gobierno que encabezaba Juárez en calidad de Presidente constitucional y de esta forma el gobierno liberal obtenía automáticamente el apoyo militar de los Estados Unidos de América en las condiciones que se establecían en los acuerdos binacionales anteriores, como los referentes a los contrabandistas y filibusteros que pudieran amenazar las costas de ambas naciones.
Aunque el tratado McLane-Ocampo no fue ratificado ni por el Senado estadounidense sirvió para que se reconociera al gobierno de Juárez y consecuentemente derrotar a los conservadores en México.

## Condiciones
El tratado estipulaba que todo el tránsito que circulara por el istmo sería libre de cualquier derecho o tarifa, tanto para los productos comerciales como para los militares y las tropas.[cita requerida] Incluso garantizaba la obligación de las tropas mexicanas de ayudar al aseguramiento de los derechos otorgados a los Estados Unidos. 
Adicionalmente, garantizaba derechos de paso por dos franjas de tierra mexicana: una que correría por el estado de Sonora desde el puerto de Guaymas en el Mar de Cortés, hasta Nogales, en la frontera con Arizona; y la otra del occidental puerto de Mazatlán en el estado de Sinaloa, pasando por Monterrey hasta llegar a Matamoros, Tamaulipas, al sur de la actual Brownsville, Texas, en el Golfo de México. El tratado no autorizaba la construcción de ningún canal.
México tendría asimismo la obligación de construir instalaciones de almacenamiento en ambos lados del istmo de Tehuantepec. Todos los derechos de paso beneficiarían a los Estados Unidos de forma perpetua. De igual manera el tratado estipulaba las obligaciones mutuas de los países en caso de amenaza extranjera sobre los territorios nacionales.
De los $4,000,000 del costo total de estos beneficios, los Estados Unidos pagarían de inmediato únicamente dos millones al gobierno de México, mientras que la mitad restante permanecería en las manos de Estados Unidos, previendo los pagos de demandas de ciudadanos estadounidenses contra el gobierno mexicano por daños a sus derechos.

## Situación real
A pesar de que el presidente estadounidense James Buchanan favorecía fuertemente el arreglo y el presidente mexicano Benito Juárez necesitaba con urgencia el dinero para financiar la guerra que libraba contra el Partido Conservador, el acuerdo nunca fue ratificado por el Senado de Estados Unidos, pues fue firmado por el gobierno mexicano en 1859 en Veracruz.

## Origen del nombre
El tratado deriva su nombre de Robert Milligan McLane, entonces embajador de los Estados Unidos ante México, y del político liberal mexicano Melchor Ocampo, quienes negociaron el tratado con la esperanza de que el dinero y reconocimiento al gobierno de Juárez impulsaría el éxito del Partido Liberal en la Guerra de Reforma de México.

## Críticas
Justo Sierra, escritor liberal y testigo desde su juventud de la Guerra de Reforma, asevera que  no es defendible y todos cuantos lo han refutado, lo han refutado bien, porque representó la constitución de una servidumbre interminable..., pero también reconoce que era una situación desesperada y la única manera de hacer desistir a la España Isabelina de una invasión al territorio nacional.
Francisco Bulnes, diputado y posteriormente senador liberal y gran crítico del régimen, escribió que ...la marina de guerra americana (de Estados Unidos) hubiera arrojado a Juárez de Veracruz y hubiera dado el triunfo a la reacción. Los reaccionarios (es decir, los conservadores) sacrificaron sus intereses de partido a su aversión por vender territorio a los Estados Unidos....
José Vasconcelos escribió: ...Juárez, en Veracruz, no estaba solo. Su metrópoli estaba en Washington, y hasta allí fue a dar un obsequio que los juaristas ofrecían a la gran República del Norte a cambio de su apoyo cada vez más urgente. Consta este obsequio en el Tratado McLane-Ocampo que, dice el mismo Justo Sierra, apologista de la Reforma, "otorgaba franquicias sobre el Istmo de Tehuantepec y parte de la frontera, que equivalían a un condominio". Y concluye diciendo (Sierra) que "Juárez y Ocampo se hallaban alucinados" al dictar ese documento. Que las nuevas generaciones consulten el Diccionario de la Lengua, cotejen la definición de alucinado con la de traidor, y resuelvan cuál es la que conviene al caso...
Fernando Iglesias Calderón calificó la firma del tratado como "imprudente y desacertada", pero que sus estipulaciones "en modo alguno, pueden constituir una traición a la patria”. Según Iglesias Calderón, aunque de haberse ratificado sus consecuencias hubiesen sido muy lesivas para el país, de acuerdo con las leyes nacionales y el derecho internacional, el tratado no constituye traición a la patria, porque no pone en riesgo la soberanía ni la independencia nacionales ni cede palmo ninguno de territorio a otra soberanía: se limita (que no es poco, pero es otra cosa) a dar derecho de paso. Hay que considerar, además, añade el autor al que seguimos, que los tratados internacionales pueden ser denunciados en todo momento por cualesquiera de las partes firmantes. 
"Fernández MacGregor omite mencionar que Buchanan ya había solicitado antes autorización al Congreso para intervenir militarmente en México, por lo que el argumento de los defensores de Juárez en cuanto a que era preferible firmar el tratado a la intervención armada de Estados Unidos, tiene fundamento. Claro que lo que Juárez y Ocampo querían era una alianza con Estados Unidos y de ninguna manera convertir a México en un protectorado norteamericano".
"Hay que tomar en cuenta que el tratado se firmó el 14 de diciembre y el ataque por mar y tierra a Veracruz se dio el 6 de marzo siguiente. Si Juárez no hubiera firmado, la ayuda de Estados Unidos no se habría dado y el gobierno liberal habría desaparecido".

## Intereses
Estados Unidos planeaba construir una vía férrea o un canal a lo ancho del istmo para acelerar el transporte de correo y mercancías entre las costas este y oeste. Los caminos ahí, en Nicaragua y en Panamá, ya acumulaban tránsito considerable.
Mediante este tratado lograría su beneficio, pero al mismo tiempo beneficiaría el comercio mexicano, aunque no de la mejor forma.